# Tish Daija
Tish Daia, född 30 januari 1926, död 3 oktober 2004var en albansk kompositör. Han har komponerat den första albanska baletten Halili dhe Hajria (Halili och Hajria). Daia var medlem av albanska vetenskapsakademins senat. 1963 komponerade han Nikoleta Shoshis vinnarbidrag, "Flakë e borë", i den andra upplagan av Festivali i Këngës.